# 张彦珍
张彦珍（1955年5月—），山西忻州人，中华人民共和国政治人物。
历任中央办公厅机要局业务处副处长、办公室主任，北京电子科技学院副院长，中央办公厅机要局（国家密码管理局）副局长、局长，中央密码工作领导小组办公室主任，国家信息化领导小组成员。2010年11月任司法部政治部主任。2014年2月任司法部副部长。2015年12月，卸任中华人民共和国司法部副部长。